# Institut européen d'archéologie sous-marine
L'Institut Européen d'Archéologie Sous-Marine (IEASM), fondé en 1987 par Franck Goddio, est une association loi de 1901 dont la mission est de rechercher des sites archéologiques d'importance historique, d'en assurer la fouille, la conservation, les études et publications scientifiques ainsi que la divulgation au public par des ouvrages, des films et des expositions. L’Institut Européen d’Archéologie Sous-Marine est présidé par Franck Goddio. Parallèlement, L'Instituto Europeo de Arqueologia Submarina a été fondé en avril 2019 à Madrid, Espagne. 

## L'Institut
L'Institut Européen d'Archéologie Sous-Marine travaille en étroite collaboration avec les autorités des pays et sous leur contrôle. Il fait appel, selon ses missions, à des spécialistes dans les domaines de l'archéologie, l'histoire, la conservation, la restauration, la géophysique, la géologie et les techniques de pointe. Les activités de l’IEASM sont soutenues par de grands acteurs économiques comme la Fondation Hilti depuis 1996.
Après restauration et conservation, les objets découverts vont enrichir les collections permanentes des musées des pays où ils ont été découverts ou bien, par donation, des institutions de pays tiers comme le Museo Naval de Madrid, le musée national des arts asiatiques - Guimet à Paris ou le musée national de la Marine de Port-Louis (Morbihan). Ils sont ainsi accessibles et visibles par le plus grand nombre.

## Fouilles
Avant toute fouille archéologique, l’IEASM pratique une approche méthodique systématique et non intrusive des sites, fondée sur des prospections géophysiques. La connaissance préalable générale du site ainsi acquise est confirmée de visu par des fouilles de vérification. Cette démarche a permis de réaliser plusieurs découvertes significatives et historiquement importantes.

### Restauration, Conservation
Les fouilles bénéficient d’une cellule de conservation-restauration embarquée sur le bateau support de la mission, permettant une prise en charge immédiate des objets dès leur sortie de l’eau. Les premières étapes de la conservation sont ainsi effectuées sur le site même. Les traitements complémentaires, nécessitant des équipements plus lourds, sont réalisés à terre, dans des laboratoires locaux en collaboration avec les institutions concernées.

### Études
Les études sont assurées par des scientifiques participants aux fouilles ou confiées à des spécialistes. Depuis 2003, grâce à la création de l'Oxford Centre for Maritime Archaeology (en) (OCMA) en  partenariat avec la « school of Archaeology » de l’Université d'Oxford, l’IEASM a rendu possible l’étude du mobilier archéologique mis au jour lors de ses missions par des étudiants doctorants. L'institut adhère aux normes de la convention 2001 de l'Unesco sur la protection du patrimoine culturel subaquatique.

## Publications
Dans le cadre de leur partenariat l'Oxford Centre for Maritime Archaeology (OCMA) qui est responsable des publications scientifiques des résultats des missions de l’IEASM ainsi que des études du mobilier issu de la fouille réalisées par des doctorants ou des chercheurs dépendant ou non de l’université d’Oxford.

### Conférences, Enseignement
La mission de l'OCMA est également de dispenser des cours et conférences. Il attribue des doctorats. Il supervise la publication des thèses, des études scientifiques des objets et des résultats issus des fouilles de l'IEASM. À ce jour, plusieurs doctorants ont obtenu des PhD. 

### Divulgation
La pérennisation des découvertes passe également par la divulgation tous publics. L’Institut et son président Franck Goddio  participent donc à la publication d’articles, de livres et d’expositions comme « Le trésor du San Diego » (1994-1998), « Trésors engloutis d’Égypte" (2006-2009), « Cleopatra, the Search for the Last Queen of Egypt » (2010-2012), ainsi que Osiris, Mystères engloutis d'Egypte (2015-2021). 